# Jean-Pierre Rosenwald
Jean-Pierre Rosenwald, né le 30 août 1916 à Paris et Mort pour la France le 6 juin 1942 à Bir Hakeim, est un militaire et résistant français, Compagnon de la Libération. 

## Biographie

### Jeunesse et formation
Fils d'un ingénieur, Jean-Pierre Rosenwald naît le 29 novembre 1920 dans le 4e arrondissement de Paris. Après des études au Lycée Henri-IV, il entre en classe de mathématiques spéciales en 1940 et prépare le concours d'entrée à l'École polytechnique.

### Seconde Guerre mondiale
Son cursus est cependant perturbé par la bataille de France. Face à l'avancée des troupes allemandes, son école est contrainte de se déplacer à Alençon puis à Bayonne. Refusant la défaite, il embarque la veille de l'armistice du 22 juin 1940 à Saint-Jean-de-Luz sur le paquebot MS Batory en partance pour l'Angleterre. Engagé dans les forces françaises libres, il suit une période d'instruction militaire au camp d'Aldershot puis au camp de Camberley et est promu aspirant en mai 1941.
Envoyé en Afrique, il est affecté à Brazzaville dans le service de chiffrement. Désireux de combattre, il demande et obtient une mutation dans une unité de première ligne. Il est alors envoyé en Syrie où il rejoint les rangs du 1er régiment d'artillerie des forces françaises libres dont il commande une section de la 4e batterie,. Engagé dans la guerre du désert en Libye, il participe à la défense de l'oasis de Bir Hakeim et s'y distingue le 26 mai 1942 en participant à la destruction de quatre blindés ennemis. 
Le 6 juin 1942, au plus fort de la bataille de Bir Hakeim, Jean-Pierre Rosenwald est tué par un éclat d'obus pendant qu'il est en train de régler les tirs de ses pièces d'artillerie. D'abord inhumé sur place selon le rite juif à l'initiative de son camarade Daniel Dreyfous-Ducas qui prononce pour lui le Kaddish, il est plus tard réinhumé au cimetière militaire de Tobrouk,.

## Décorations
|  |  |  |  |  |  |  |  |  |
|  |  |  |  |  |  |  |  |  |

| Chevalier de la Légion d'Honneur       | Chevalier de la Légion d'Honneur | Chevalier de la Légion d'Honneur | Compagnon de la Libération Par décret du 17 avril 1944 | Compagnon de la Libération Par décret du 17 avril 1944 | Compagnon de la Libération Par décret du 17 avril 1944 | Croix de guerre 1939-1945 Avec une palme | Croix de guerre 1939-1945 Avec une palme | Croix de guerre 1939-1945 Avec une palme |
| Médaille coloniale Avec agrafe "Libye" |                                  |                                  |                                                        |                                                        |                                                        |                                          |                                          |                                          |

## Hommages
- À Paris, au lycée Henri IV, son nom est inscrit sur la plaque commémorative aux anciens élèves disparus pendant les guerres de 39-45, d'Indochine et d'Algérie[6].